# NGC 1725
NGC 1725 is een elliptisch sterrenstelsel in het sterrenbeeld Eridanus. Het hemelobject werd op 10 november 1885 ontdekt door de Amerikaanse astronoom Edward Emerson Barnard.

## Synoniemen
- PGC 16488
- MCG -2-13-28
- VV 699